# Косміти
Косміти, або Спейсери (англ. Spacer) — персонажі книжок Айзека Азімова серії Роботи, а також пов'язаних з нею серій Імперія та Фундація.

## Про космітів
Косміти — це люди, що першими емігрували з Землі до космосу. Десь через тисячу років після еміграції вони розривають політичні зв'язки з Землею. Косміти мають дуже велику тривалість життя (сягає 400 років), що досягається низьким приростом населення, високим життєвим рівнем і використанням великої кількості роботів як прислуги.
У той же час, вони також стали з військового погляду домінувати над Землею. Проте, колонізувавши близько пів сотні планет, спейсери полишають експансію до космосу, їхня цивілізація занепадає, що призводить до самоізоляції (як на Солярії), або до розчинення в новій хвилі емігрантів з Землі.